# Neduba steindachneri
Neduba steindachneri är en insektsart som först beskrevs av Herman 1874.  Neduba steindachneri ingår i släktet Neduba och familjen vårtbitare. Inga underarter finns listade i Catalogue of Life.